# Ariel Ulloa
Ariel Ulloa Azócar (Lanco, 8 de mayo de 1938) es un político chileno, médico cirujano, militante del Partido Socialista.

## Biografía
Médico socialista chileno, exalcalde de la ciudad de Concepción. Nacido en Lanco X Región de Chile, está casado con Alejandra Tesser y tiene tres hijos. En los años 70 formó parte del aparato de seguridad del Partido Socialista de Chile durante el gobierno de la Unidad Popular liderado por Salvador Allende. Tras el golpe militar partió al exilio en Cuba y Argelia regresando con el retorno a la democracia en Chile a trabajar en la Empresa Nacional del Carbón (Enacar). Ganó las elecciones municipales de 1992 junto al democratacristiano Guillermo Aste, dividiéndose ambos un período alcaldicio. Este sin igual procedimiento, acarreó muchas dudas y malestar entre la comunidad penquista quien vio, como en Democracia, el alcalde elegido no asumía la totalidad de su cargo debido a "compromisos políticos" y "pago de favores". Ariel Ulloa fue reelecto posteriormente el año 1996 en que derrota por casi 1500 votos a Jacqueline van Rysselberghe. Terminado su período, fue derrotado por Jacqueline van Rysselberghe por un amplio margen; situación provocada, según los analistas políticos de la zona, por todos los problemas legales en los que se vio vinculado con el alcalde Aste, relacionados con las pérdidas de unas maquinarias industriales adquiridas con fondos municipales.

## Gestión
En su gestión impulsó fuertemente el desarrollo de la cultura, ejemplo de esto es la presentación del tenor italiano de Luciano Pavarotti en el estadio municipal de Concepción con patrocinio del municipio (cabe mencionar que la gestión, producción y financiamiento del evento no corrió por parte del Municipio; sino de una Productora particular. El aporte del Municipio fue solamente facilitar el espacio físico a cambio de invitaciones libres) y la incorporación de esta ciudad en la red mercociudades. 
En cuanto a las obras públicas se puede mencionar la construcción de la pasarela Peatonal 21 de Mayo, estructura con comercios y ascensores. El proyecto "red Centro" de mejora de áreas peatonales, el sistema de semaforización "inteligente" del perímetro céntrico de la ciudad.

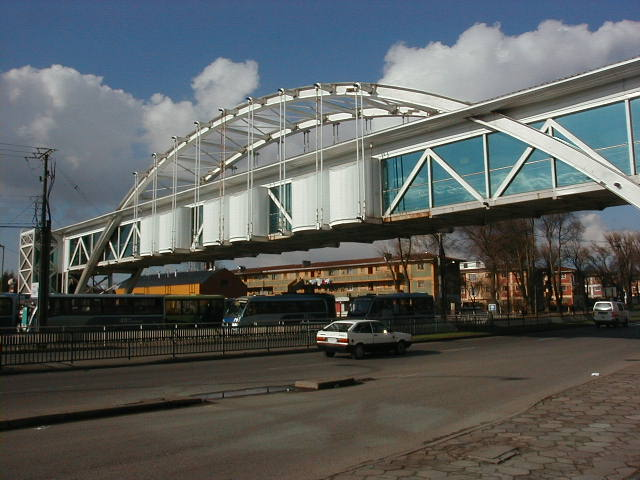

Ariel Ulloa perdió las elecciones municipales del 2000 frente a la psiquiatra penquista Jacqueline van Rysselberghe. En la época se especuló que su derrota en las urnas se debió, entre otros males, a la antipatía que generó en los automovilistas locales la aplicación de un sistema de control de velocidad conocido como autovelox. Se le criticó en la prensa penquista que durante su gestión demostró un carácter duro e intransigente tanto con sus oponentes como con sus pares y la ciudadanía en general.
Fue embajador en Argelia hasta el año 2006. En 2008 se presentó como candidato a Alcalde de la comuna de Concepción perdiendo frente a Jacqueline van Rysselberghe, quien resultó reelecta como Alcaldesa. [cita requerida]
En 2012 es reelecto como concejal, cargo que desempeñó hasta el 2016, por no ir a la reelección.

## Historial electoral

### Elecciones municipales de 1992
- Elecciones municipales de 1992, para la alcaldía y concejo municipal de Concepción[1]

(Se consideran sólo candidatos con sobre el 3% de los votos)
| Candidato                           | Pacto                          | Partido | Votos  | %     | Resultado                      |
| ----------------------------------- | ------------------------------ | ------- | ------ | ----- | ------------------------------ |
| Guillermo Aste Pérez                | Concertación por la Democracia | PDC     | 23.243 | 15,25 | Alcalde 2 años primer período  |
| Ariel Ulloa Azocar                  | Concertación por la Democracia | PS      | 12.948 | 8,50  | Alcalde 2 años segundo período |
| Alejandro Ortiz Novoa               | Concertación por la Democracia | PDC     | 11.781 | 7,73  | Concejal                       |
| Jacqueline Van Rysselberghe Herrera | Participación y Progreso       | UDI     | 11.677 | 7,66  | Concejal                       |
| Eduardo José de la Barra Vega       | Concertación por la Democracia | PR      | 9.416  | 6,18  | Concejal                       |
| Gunther Domke Schultz               | Participación y Progreso       | RN      | 6.691  | 4,39  | Concejal                       |
| Claudio Saldaña Ríos                | Concertación por la Democracia | PDC     | 6.619  | 4,34  | Concejal                       |
| Carlos Martínez Hernández           | Unión de Centro Centro         | UCC     | 6.447  | 4,23  | Concejal                       |
| Camilo Fernández Sanhueza           | Partido Comunista              | PC      | 6.113  | 4,01  | Concejal                       |
| Miguel Luis Valenzuela González     | Unión de Centro Centro         | UCC     | 5.639  | 3,70  |                                |
| Elena Díaz Islas                    | Concertación por la Democracia | PPD     | 5.258  | 3,45  | Concejal                       |
| Pedro Cisterna Osorio               | Concertación por la Democracia | PDC     | 4.574  | 3,00  |                                |

### Elecciones municipales de 1996
- Elecciones municipales de 1996, para la alcaldía y concejo municipal de Concepción[2]

(Se consideran sólo candidatos con sobre el 2% de los votos)
| Candidato                           | Pacto                          | Partido | Votos  | %     | Resultado |
| ----------------------------------- | ------------------------------ | ------- | ------ | ----- | --------- |
| Ariel Ulloa Azocar                  | Concertación por la Democracia | PS      | 28.724 | 28,74 | Alcalde   |
| Jacqueline Van Rysselberghe Herrera | Unión por Chile                | UDI     | 26.820 | 26,84 | Concejal  |
| Alejandro Ortiz Novoa               | Concertación por la Democracia | PDC     | 10.696 | 10,70 | Concejal  |
| Guillermo Aste Pérez                | Concertación por la Democracia | PDC     | 5.128  | 5,13  | Concejal  |
| Camilo Fernández Sanhueza           | La Izquierda                   | PC      | 4.092  | 4,09  |           |
| Miguel Luis Valenzuela González     | Unión por Chile                | ILDRN   | 3.770  | 3,77  | Concejal  |
| Gunther Domke Schultz               | Unión por Chile                | RN      | 3.565  | 3,57  | Concejal  |
| Elena Díaz Islas                    | Concertación por la Democracia | PPD     | 2.562  | 2,56  | Concejal  |
| José Orlando Baettig Inostroza      | Concertación por la Democracia | PRSD    | 2.304  | 2,31  |           |
| Claudio Saldaña Ríos                | Concertación por la Democracia | PDC     | 2.067  | 2,07  |           |

### Elecciones municipales de 2000
- Elecciones municipales de 2000, para la alcaldía y concejo municipal de Concepción[3]

| Candidato                           | Pacto                                      | Partido | Votos  | %     | Resultado |
| ----------------------------------- | ------------------------------------------ | ------- | ------ | ----- | --------- |
| Jacqueline Van Rysselberghe Herrera | Alianza por Chile                          | UDI     | 58.361 | 55,29 | Alcaldesa |
| Ariel Ulloa Azocar                  | Concertación de Partidos por la Democracia | PS      | 34.510 | 32,70 | Concejal  |
| Germán Acuña Game                   | Concertación de Partidos por la Democracia | PDC     | 3.304  | 3,13  | Concejal  |
| Pedro Cisterna Osorio               | Concertación de Partidos por la Democracia | PDC     | 1.810  | 1,71  | Concejal  |
| Freddy Cabrera Campos               | La Izquierda                               | PC      | 1.768  | 1,68  |           |
| María Cristina Martínez Valenzuela  | Concertación de Partidos por la Democracia | PPD     | 1.674  | 1,59  | Concejal  |
| Luis Ulises Sepulveda Rubilar       | Concertación de Partidos por la Democracia | PRSD    | 1.432  | 1,36  |           |
| Nolasco Aravena Ormazabal           | Alianza por Chile                          | ILC     | 628    | 0,59  | Concejal  |
| Christian Paulsen Espejo-pando      | Alianza por Chile                          | RN      | 616    | 0,58  | Concejal  |
| Luis Canales Gutiérrez              | La Izquierda                               | PC      | 425    | 0,40  |           |
| Domingo Montecinos Osses            | La Izquierda                               | ILB     | 379    | 0,36  |           |
| Juan San Martín Opazo               | La Izquierda                               | ILB     | 352    | 0,33  |           |
| Jorge Andrés Rivas Olivera          | Alianza por Chile                          | RN      | 291    | 0,28  | Concejal  |

### Elecciones municipales de 2008
- Elecciones municipales de 2008, para la alcaldía de Concepción[4]

| Candidato                           | Pacto                    | Partido | Votos  | %     | Resultado |
| ----------------------------------- | ------------------------ | ------- | ------ | ----- | --------- |
| Jacqueline Van Rysselberghe Herrera | Alianza                  | UDI     | 60.889 | 63,46 | Alcaldesa |
| Ariel Ulloa Azócar                  | Concertación Democrática | PS      | 27.733 | 28,90 |           |
| Raúl Edgardo Romero Espinoza        | Juntos Podemos Más       | ILA     | 7.327  | 7,64  |           |

### Elecciones municipales de 2012
- Elecciones municipales de 2012, para el Concejo Municipal de Concepción[5]

(Se consideran los candidatos con más del 1,5% de los votos)
| Candidato                      | Pacto                          | Partido | Votos | %     | Resultado |
| ------------------------------ | ------------------------------ | ------- | ----- | ----- | --------- |
| Patricio Kuhn Artigues         | Coalición                      | UDI     | 7.687 | 11,17 | Concejal  |
| Alejandra Smith Becerra        | Concertación Democrática       | PDC     | 7.116 | 10,34 | Concejal  |
| Ariel Ulloa Azocar             | Concertación Democrática       | PS      | 4.621 | 6,71  | Concejal  |
| Joaquín Eguiluz Herrera        | Coalición                      | RN      | 4.508 | 6,55  | Concejal  |
| Jaime Monjes Farías            | Concertación Democrática       | PDC     | 4.436 | 6,44  | Concejal  |
| Eric Aedo Jeldres              | Concertación Democrática       | PDC     | 3.776 | 5,49  | Concejal  |
| Héctor Muñoz Uribe             | Coalición                      | ILH     | 3.771 | 5,48  | Concejal  |
| Fabiola Troncoso Alvardo       | Concertación Democrática       | PDC     | 3.417 | 4,96  | Concejal  |
| Christian Paulsen Espejo-Pando | Coalición                      | ILH     | 2.983 | 4,33  | Concejal  |
| Patricio Lynch Gaete           | Coalición                      | RN      | 2.638 | 3,83  |           |
| Escequiel Riquelme Figueroa    | Regionalistas e Independientes | ILB     | 2.270 | 3,30  |           |
| Fernando González Sánchez      | Coalición                      | UDI     | 2.126 | 3,09  |           |
| Patricia García Mora           | Concertación Democrática       | PS      | 1.748 | 2,54  |           |
| Dante Gebauer Muñoz            | Concertación Democrática       | PS      | 1.365 | 1,98  |           |
| Augusto Parra Ahumada          | Por un Chile Justo             | PRSD    | 1.277 | 1,85  |           |
| Álex Iturra Jara               | Por un Chile Justo             | PC      | 1.218 | 1,77  | Concejal  |
| Jorge Aguayo Cerro             | Regionalistas e Independientes | PRI     | 1.120 | 1,62  |           |